# Janvier 1780
Cette page présente les faits marquants du mois de janvier 1780.

## Événements
- 1er janvier :

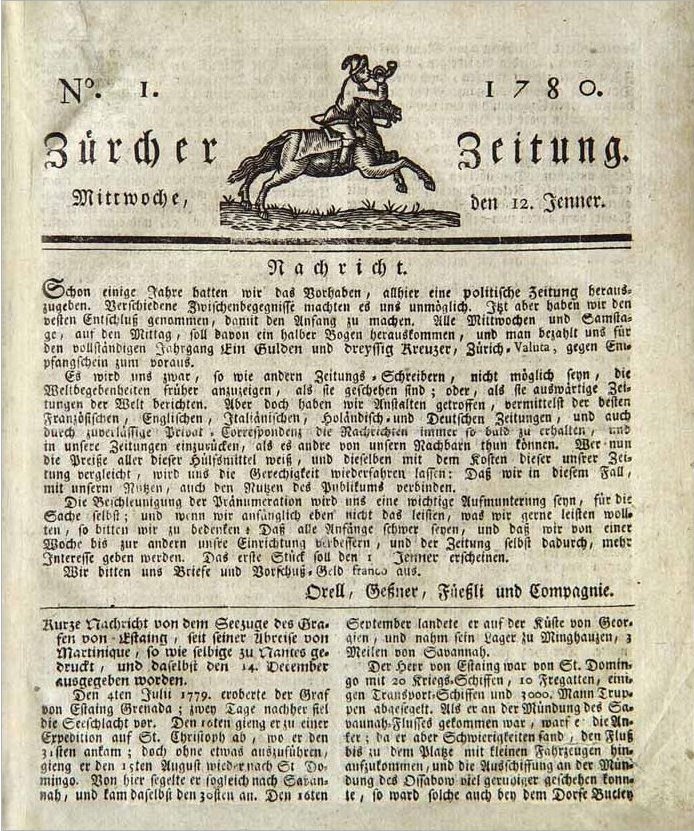
12 janvier : premier numéro du Zürcher Zeitung.

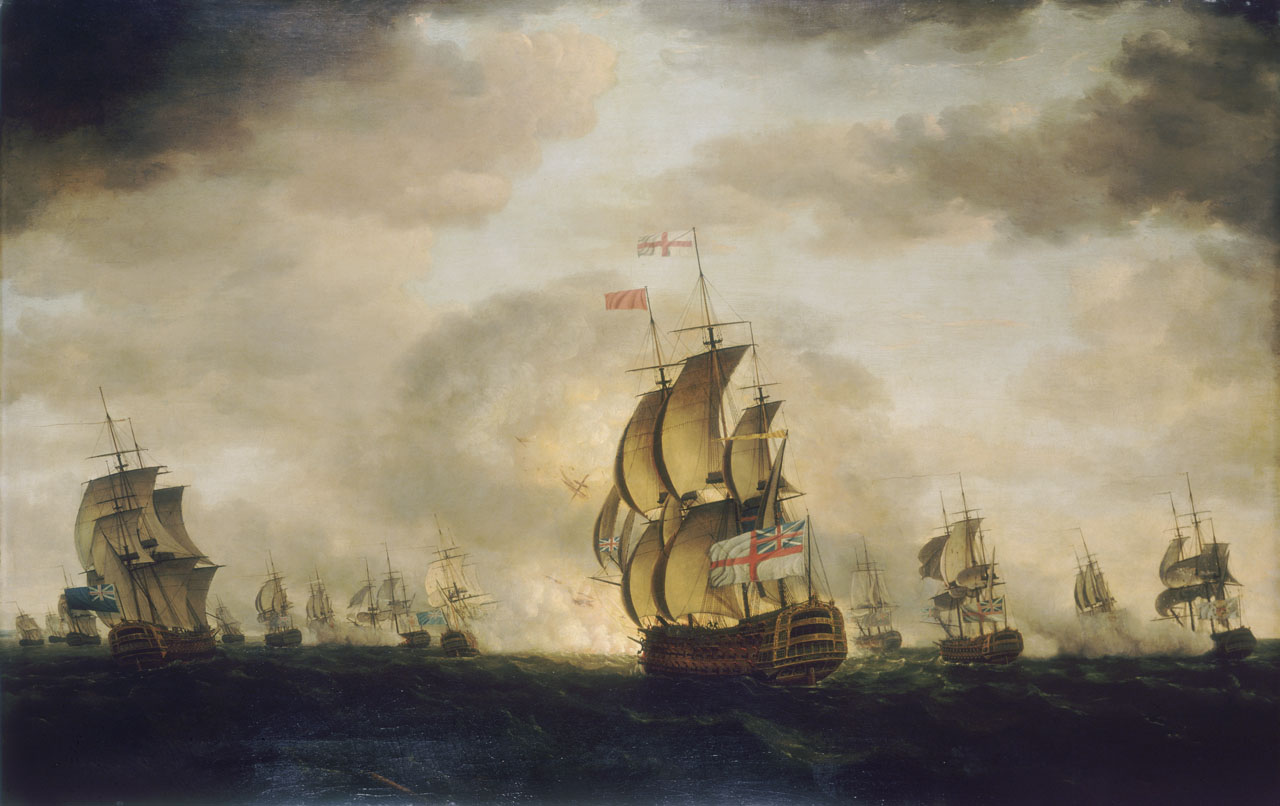
16 janvier : bataille de Cap Saint Vincent

  - début du règne de Kōkaku, empereur du Japon (fin en 1817)[1].
  - Premier numéro du Nouvelliste magyar (Magyar Hirmondo)[2], premier journal en hongrois, édité par Mathieu Rat, qui parait à Presbourg deux fois par semaine à 500 exemplaires[3].

- 12 janvier : premier numéro du Zürcher Zeitung (journal zurichois), de Salomon Gessner[4].

- 16 - 17 janvier : bataille navale de Cap Saint Vincent, au large du Portugal. Victoire des britanniques de l'amiral George Brydges Rodney sur une escadre espagnole commandée par Juan de Lángara.

- 29 janvier : début de la parution du premier journal aux Indes, la Hicky's Bengal Gazette (en)[5].

## Naissances

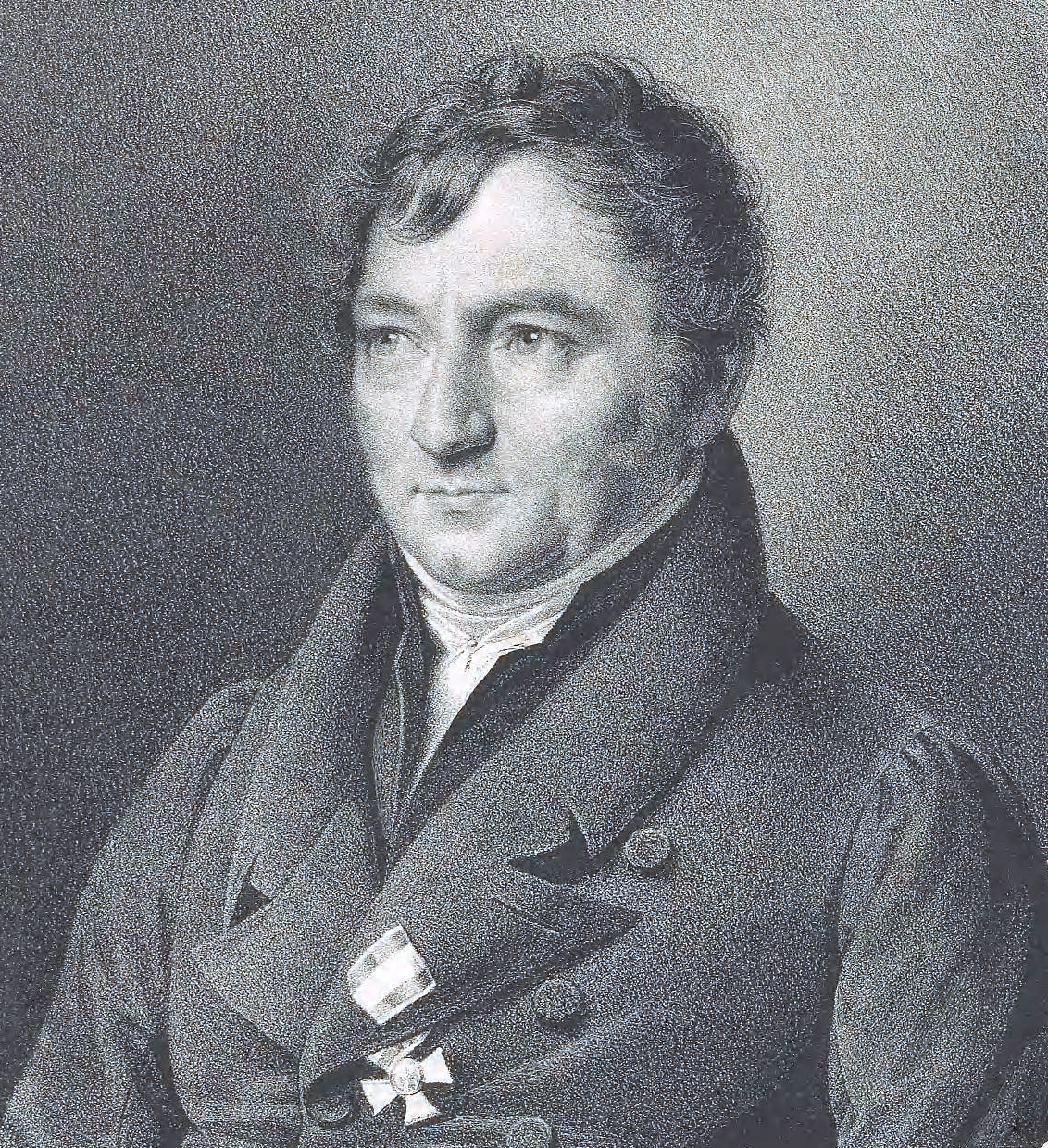
Martin Lichtenstein

- William Henry Fitton (mort en 1861), géologue britannique.

- 10 janvier : Martin Lichtenstein (mort en 1857), médecin, explorateur et zoologiste allemand.
- 14 janvier : Pierre Jean Robiquet (mort en 1840), chimiste français.
- 23 janvier : Charles Derosne (mort en 1846), chimiste et industriel français.

## Décès
- 24 janvier : Jean-Baptiste-Michel Bucquet (né en 1746), scientifique et chimiste français.